# 美軍虐待伊拉克戰俘事件

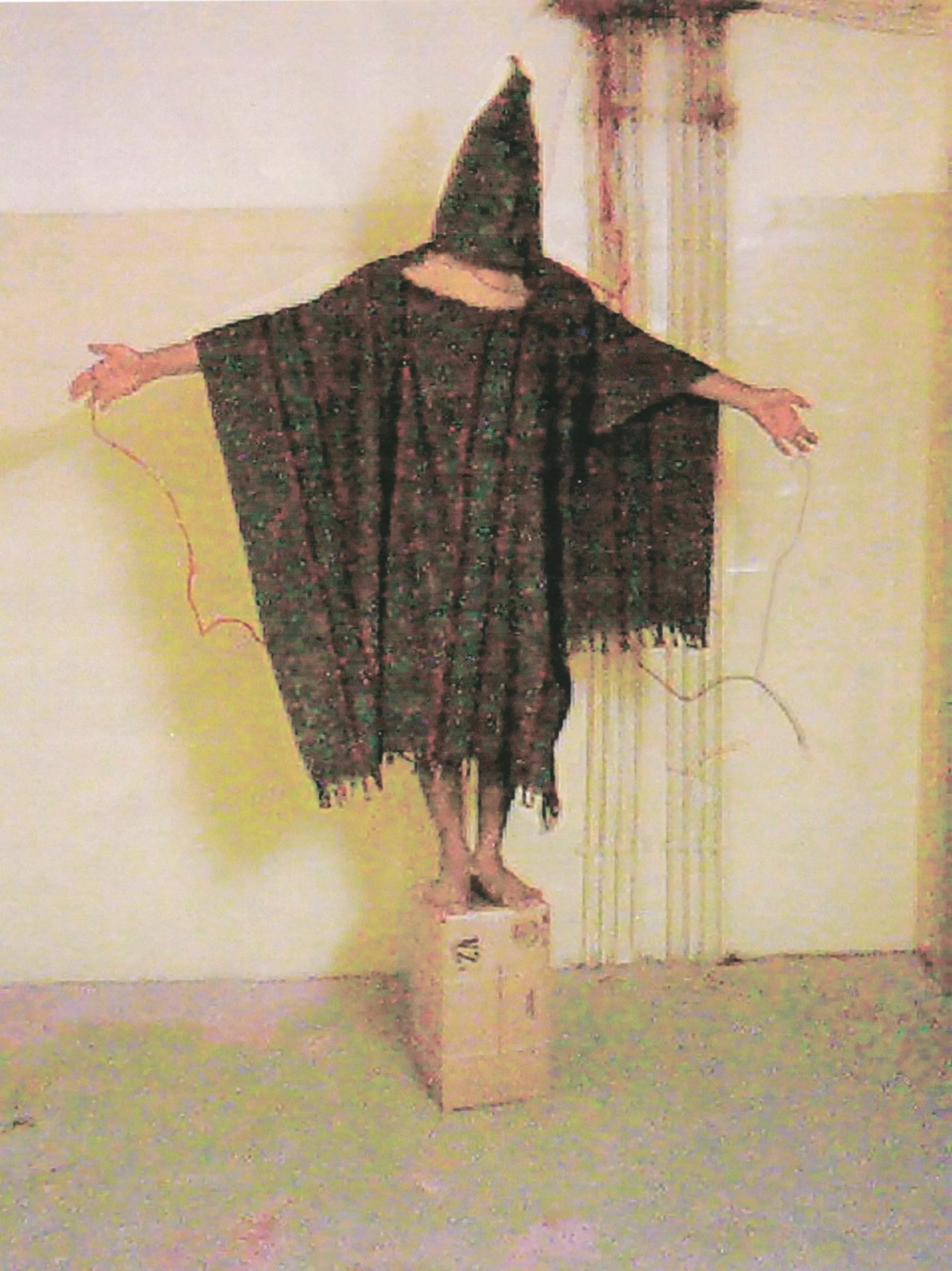
虐囚事件曝光的首批照片之一，攝於2003年11月4日，被非正式的稱為「戴頭罩的人」（The Hooded Man）。由於這張照片和其他外流的照片相比較不露骨，而更適合在主流出版物上刊載，加上戰俘類似耶穌遭處死姿勢所傳達出的諷刺意味，使其成為整起事件最廣為人知，也最具代表性的照片。

阿布格莱布监狱虐囚罪行（英語：Abu Ghraib torture and prisoner abuse），又稱美军虐待伊拉克战俘罪行、美英联军虐待伊拉克战俘事件或虐囚门事件，是指伊拉克戰爭於2003年爆發初期，美国军队占领伊拉克后，美軍和英軍人员在伊拉克巴格達省阿布格莱布监狱中對伊拉克战俘的一系列侵犯人權行為，包含施行身體虐待、性虐待、酷刑、強姦、雞姦和謀殺。此事件於2004年4月，美國CBS新聞公布阿布格莱布監獄內的影像而曝光後，隨即引起全世界關注，並激起浩大的譴責聲浪。

## 导火线
美军虐待伊拉克战俘问题真正引起全世界震动源自于哥伦比亚广播公司（CBS）4月28日刊登美军虐待伊拉克囚犯的照片，照片显示，一名美军宪兵勒令伊拉克战俘站在箱子上，战俘被蒙上头，手上连着电线。宪兵威胁说，如果战俘从箱子上倒下，就会被电死。另一张照片显示，伊拉克战俘被勒令进行人体堆叠，组成金字塔形状。事件暴露后驻伊美军高级官员表示，美军3月已宣布驻巴格达的美军第800宪兵旅6名成员因虐待大约20名伊战俘将面临军事法庭审判，美军协助管理战俘的7名军官也将受到纪律处分，包括第800旅最高长官等人。
随着驻伊美军虐待俘虏事件的曝光随即在全球引起包括各国政府、人权组织和新闻媒体的广泛关注。5月3日，亚尼斯·卡尔平斯基在接受美国广播公司新闻节目《早安美国》采访时说，美国宪兵虐待战俘的事情发生应该共担责任，桑切斯中将难辞其咎。有人猜测美军虐待伊拉克战俘是美军情报人员的蓄意行为，五角大楼高层应该早就知道存在系统的对战俘的虐待行为。

## 事实
- 英国国防部2003年5月30日宣布，警方当日逮捕了一名涉嫌在伊拉克战争中虐待伊军战俘的英军士兵。这名士兵名叫加里·巴特莱姆，从伊拉克驻地回英休假时将一卷在战争时期拍摄的胶卷送到当地的一家图片社冲洗。在冲洗过程中，图片社女职员蒂尔富德吃惊地发现，“有些照片显示伊拉克战俘被迫互相口交，还有的显示一个伊拉克男子被迫鸡奸另一个伊拉克男子”。[9]

## 媒体揭發
- 第二批虐囚照片刊登于《纽约客》周刊
- 第三批虐囚照片刊登于《华盛顿邮报》

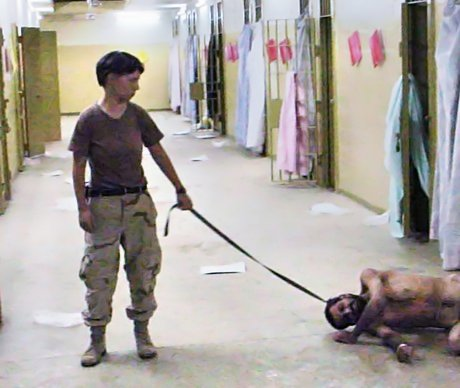
美軍的警衛女兵琳迪·英格蘭涉嫌將戰俘當成狗，手持狗鏈，綁著地上的一位被稱作「Gus」的囚犯。

- 5月4日：中国日报报道，美军一匿名官员透露共有25名伊拉克和阿富汗战俘在被美军拘押期间死亡，其中2名伊拉克战俘证实被美国人谋杀，另外23人的死因正在调查当中，[10]新华社对此也做了报道[11]。
  - 法国有线电视4台（Canal＋）播放一段“展现美军直升机滥杀伊拉克人”的画面。[12]
  - 美联社报道一名现年57岁、名叫胡萨姆·肖陶特的加拿大人曾遭虐待，胡萨姆·肖陶特于2003年4月9日在伊拉克南部曾遭美军逮捕，美军给他的罪名为“萨达姆的撰稿人、政治枪手、萨达姆的‘右手人物’”。据称胡萨姆·肖陶特随“国际人权和自由”来到巴格达，目的是劝说萨达姆“主动下台、避免战争”。[13]
- 5月5日：《纽约时报》报道了第一次曝光中受虐待的伊拉克俘虏哈德尔·沙巴·阿卜德有关受虐的情况。
- 5月7日：英国独立电视台报道半岛电视台摄像师曾亲眼目睹美军曾在狱中虐待伊拉克儿童，一名12岁左右的伊拉克女孩衣服被美军脱光，并遭到殴打。[14]
- 5月8日，英国卫报报道虐囚术来自特种兵。[15]
- 5月9日：美国《新闻周刊》9日披露美军在伊拉克虐待战俘的事件并非孤立和偶然现象，而是美军方出于获取情报的需要而纵容的行为，且其范围远不止于伊拉克。[16]
- 5月9日，美国《纽约人》杂志刊登伊拉克阿布格莱布监狱虐待战俘的照片，画面显示，一名赤身裸体的伊拉克战俘在美军士兵和军犬的威胁下双手抱头，惊恐万分。[17]
- 2009年5月28日，英国《每日电讯报》报道称，奥巴马阻止公布了一些美军强奸女囚犯的照片，还有美军士兵使用警棍和电线等工具性虐待囚犯的照片。奥巴马称公布这些照片将引发反美情绪，使驻外美军面临巨大危险。[18]

## 美英官方的反应
- 5月1日:英国首相布莱尔强烈谴责虐待伊拉克囚犯行为。[19]
- 5月2日：美军参谋长联席会议主席迈尔斯声称自己没看过虐待战俘的报告。[20]
  - 美国参议院外交委员会资深民主党议员乔·拜登表示，美军在伊拉克虐待战俘是10年来美国在中东地区形象最具破坏力的行径。[21][22]
- 5月3日：英军高层指责《每日镜报》两天前公布的照片有假。[23]
- 5月5日：美军负责在伊拉克监狱事务的美军少将杰夫里·米勒代表美国官方就虐囚事件进行道歉。[24]
  - 美国总统布什分别接受两家阿拉伯电视台为时10分钟的采访，向阿拉伯人讲他对美军虐待战俘照片的看法。
- 5月6日：布什首次为美军虐待伊拉克战俘表示道歉，并强调将把有关人员绳之以法。
- 5月7日：美国国防部长拉姆斯菲尔德在举行的听证会上承认，他在2004年1月就已经听说美军虐囚事件，并称直到前一天（5月5日）晚上，他才看到了虐待伊拉克囚犯的照片“原件”；原件包含在两张光盘，与巴格达阿布格莱布监狱相关，照片数以百计，而且还有录像片段。[25]
  - 美国陆军发言人巴塔利亚宣布起诉涉嫌虐囚的美军女兵林恩迪·英格兰——4项指控，参与策划虐待伊拉克战俘、多次殴打伊拉克战俘、违反命令和军纪并损害美军声誉以及做猥亵举动；驻伊拉克美军发言人马克·金米特宣布第372宪兵连24岁的宪兵杰里米·西维茨因虐待伊拉克囚犯将于5月19日在巴格达受到军事法庭审判。[9]
- 5月9日，布莱尔为驻伊英军虐待伊战俘的行为道歉。这是自令人震惊的虐俘照片于10天前曝光后，英国官方首次承认驻伊英军虐待俘虏。[26]

## 世界的反应
- 5月1日：阿拉伯国家严厉谴责美军虐待伊拉克战俘[27]。
- 5月6日：红十字国际委员会发言人娜达·杜马尼说，在虐待囚犯事件曝光前该组织曾多次要求美国当局采取措施改变此类不正当做法[28]。
- 5月11日：伊斯兰一网站播放将美国人尼克·贝尔格斩首的录像来报复联军虐待俘虏[29]。

## 诉讼
2006年6月1日，美国军方一个陪审团判定曾驻守阿布格里卜监狱的美军士兵桑托斯·卡多纳有罪。他被指控使用军犬虐待囚犯，被判定犯有疏忽职守罪和人身伤害罪。6月2日，桑托斯·卡多纳被判处90天强迫劳役，军衔也降了一级，还被处以7200美元的罚款。

## 调查
2006年6月16日，美国五角大楼应美国公民自由联盟的要求公布的一份调查报告显示，美军在2003年至2004年期间出现过虐囚行为，其中包括特种部队使用睡眠剥夺、播放噪音和剥光衣服等手段对囚犯进行审讯。

## 影响
2006年11月1日，曾担任驻伊拉克美军最高指挥官的陆军中将桑切斯提前退役，并承认阿布格里卜监狱的虐囚丑闻是导致他提前退役的主要原因。

## 影視作品
2008年，導演埃洛·莫里斯 將此虐囚事件拍攝為電影<Standard Operating Procedure>，並獲同年柏林影展評審團大獎銀熊獎。